# 騰波ノ江駅
騰波ノ江駅（とばのええき）は、茨城県下妻市若柳甲にある関東鉄道常総線の駅である。関東の駅百選認定駅。
下妻市の最北端に位置し、駅名はかつて近隣に存在した湖、騰波ノ江に由来する。

## 歴史
- 1926年（大正15年）8月15日：常総鉄道の駅として開業[1][2]。
- 1945年（昭和20年）3月30日：筑波鉄道（初代）との合併により、常総筑波鉄道の駅となる[1]。
- 1965年（昭和40年）6月1日：鹿島参宮鉄道との合併により、関東鉄道の駅となる[1]。
- 1999年（平成11年）4月1日：駅嘱託を解除し、無人化。
- 2000年（平成12年）：関東の駅百選に選ばれる。
- 2008年（平成20年）
  - 7月：旧駅舎撤去。
  - 10月5日：新駅舎使用開始。
- 2009年（平成21年）3月14日：ICカードPASMO供用開始[3]。

## 駅構造
相対式ホーム2面2線を有する地上駅で無人駅。下館寄りに構内踏切がある。全体がややカーブしている。

### のりば
| 番線 | 路線    | 方向 | 行先                         |
| ---- | ------- | ---- | ---------------------------- |
| 1    | ■常総線 | 下り | 下館方面                     |
| 2    | ■常総線 | 上り | 下妻・水海道・守谷・取手方面 |

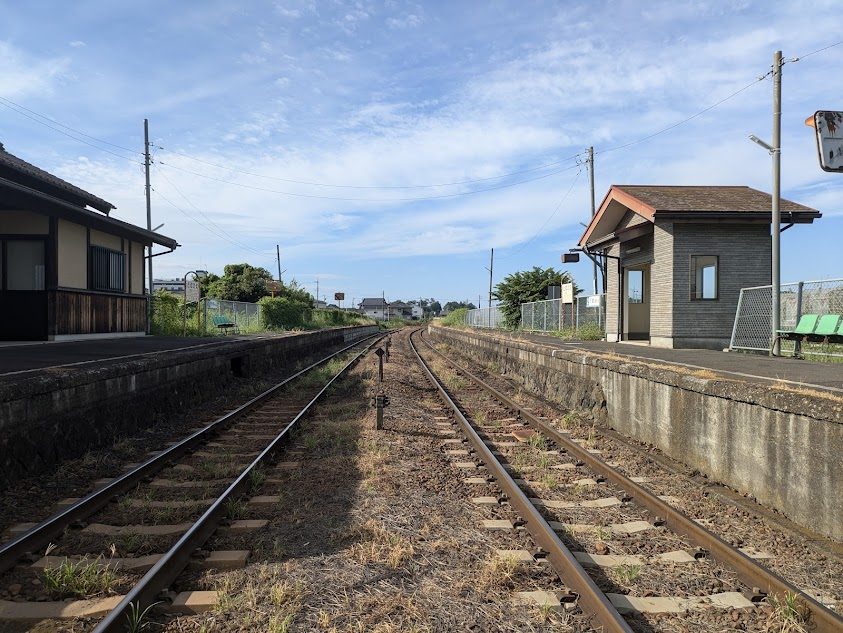
ホーム全体（2024年8月）
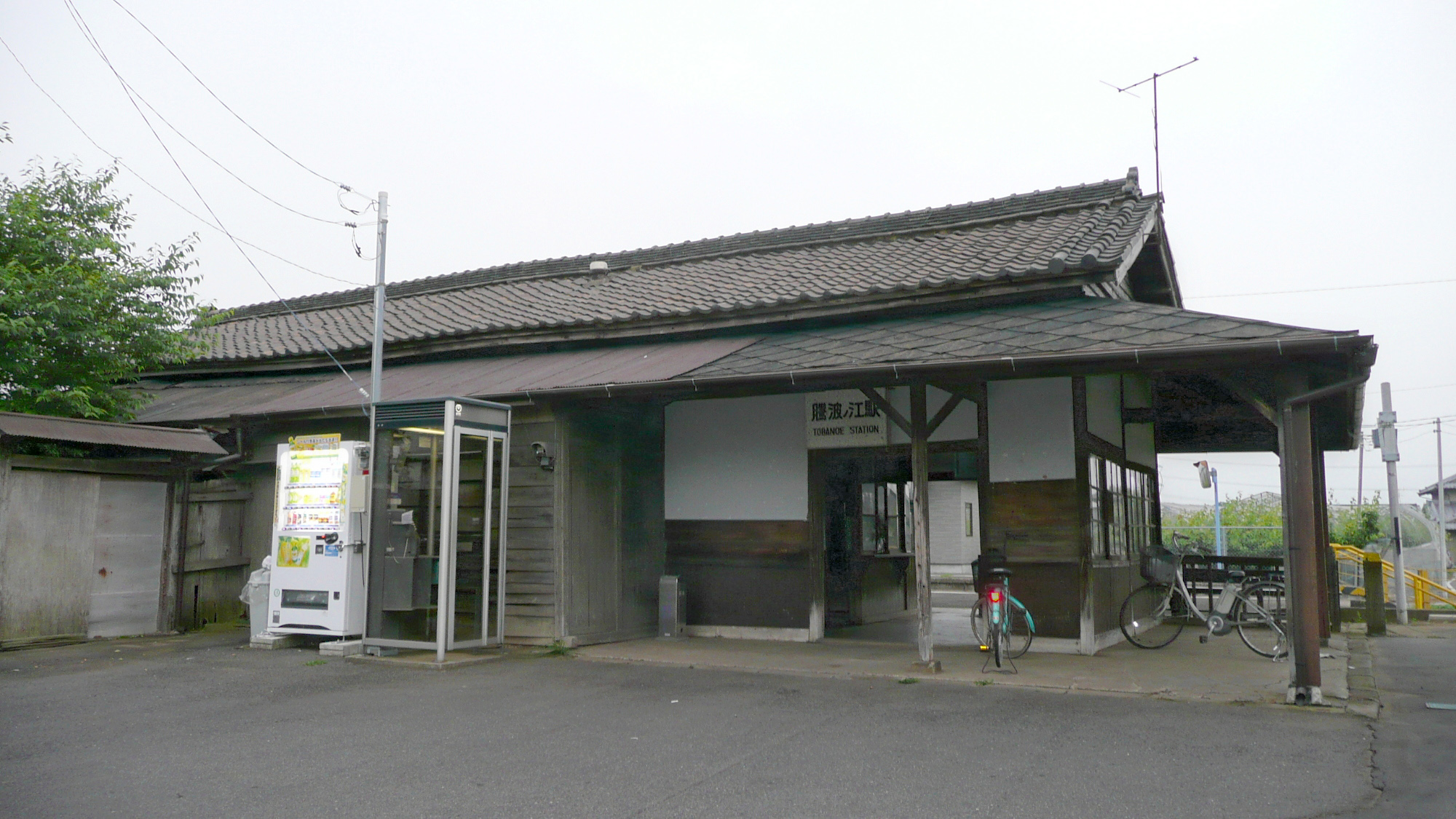
旧駅舎（2008年7月）

## 当駅における運行形態
- 上り（下妻・水海道・守谷・取手方面）
  - 日中は概ね1時間に2本の普通列車（取手行、一部守谷行）が停車する。一部列車は、水海道乗り換え取手行も設定されている[注釈 1][4]。
- 下り（下館方面）
  - 日中は概ね1時間に2本の普通列車（下館行）が停車する[4]。

## 利用状況
2022年度の一日平均乗降人員は77人である。
近年の一日平均乗車人員の推移は下記のとおり。
| 推移 | 推移     | 推移     |
| 年度 | 乗車人員 | 乗降人員 |
| ---- | -------- | -------- |
| 1998 | 68       |          |
| 1999 | 34       |          |
| 2000 | 33       |          |
| 2001 | 28       |          |
| 2002 | 23       |          |
| 2003 | 16       |          |
| 2004 | 12       |          |
| 2005 | 18       |          |
| 2006 | 16       |          |
| 2007 | 21       |          |
| 2008 | 25       |          |
| 2009 | 25       |          |
| 2010 | 26       |          |
| 2011 | 25       |          |
| 2012 | 36       |          |
| 2013 | 34       |          |
| 2014 | 33       |          |
| 2015 | 27       |          |
| 2016 | 31       |          |
| 2017 | 32       |          |
| 2018 |          |          |
| 2019 |          | 66       |
| 2020 |          |          |
| 2021 |          |          |
| 2022 |          | 77       |

## 駅周辺
駅前には商店が何軒かある。梨園が多い。
- 若柳簡易郵便局
- 道の駅しもつま

## バス路線
- 「騰波ノ江駅入口」停留所
  - 急行わかば号が2020年2月1日をもって廃止されたため、同日以降当停留所を経由する路線はない。

## 駅舎について
従来の木造駅舎は1926年の開業当時からもので、ロケーションの良さなどから映画『下妻物語』（2004年）やFUNKY MONKEY BABYSの『もう君がいない』（2007年）のプロモーションビデオなど、何度もロケ撮影が当駅およびその周辺で行われ、その中で登場している。
駅舎の老朽化により、2008年7月頃から駅舎改築工事が開始され、同年10月5日より新駅舎の使用が開始された。初代駅舎のデザインを踏襲し、一部には解体された資材を再使用している。

### とばのえステーションギャラリー
「沿線住民や来線者の拠り所」を目的として、毎月第三土・日曜日に「とばのえステーションギャラリー」として当駅駅舎内を公開している。駅出札体験や本物の制服・制帽を着用しての記念撮影（小学生以下対象）、Nゲージ（鉄道模型）体験運転、鉄道模型クリニック（模型の修理など）、常総線の歴史や車両・駅・設備、撮影スポットの情報提供など。2013年8月17日には「キャンドルナイト In 騰波ノ江駅」と称し、来場者の手作り灯篭に蝋燭を灯してホームや待合室に飾る催しが行われた。

### とばのえ支線
常総線開業100周年事業の一環として、当駅にかつて存在していた農作物向け貨物引込線跡の一部を利用した「とばのえ支線」（トロッコ線：軌間＝1,067mm キロ程0.07㎞）を新たに敷設し、2013年11月3日に「開通」。第三土・日曜日に、本軌道上での2人乗りトロッコ乗車体験が行われる。

## 隣の駅
関東鉄道
■常総線
■快速
通過
■普通
大宝駅 - 騰波ノ江駅 - 黒子駅

### 記事本文